# Skia Graphics Library
Skia Graphics Library（SGL）是一個由C++編寫的開放原始碼圖形庫，最初由Skia公司開發，被Google收購後以New BSD License許可下開源。
Skia公司所開發的第一個產品就是Skia Graphics Library，能在低端裝置如手機上呈現高品質的2D圖形。截至2017年，它已被應用於Android、Google Chrome、Chrome OS、Chromium OS、Mozilla Firefox、Firefox OS以及Sublime Text。
2012年时Skia有大概80,000行程式碼，以C++開發而成。

## 範例
Skia主要的類別是SkCanvas，所有的繪圖功能都是實作於此類別。以下是SGL簡單的程式碼：
```
SkCanvas* can = GraphicsJNI::getNativeCanvas(...);      
SkPaint paint;    
paint.setARGB(255, 0, 0, 255);
can->drawText("Hello, world", 12, 10, 10, paint);
```

## “绿化”缺陷
为了提高运行的效率，Google在Android的Skia实现中，对JPG压缩处理算法改写来代替调用libjpeg-turbo，实现了一个低精度的YUV转换为RGB的算法，但该改写算法中除法取整的方式不合理，不仅每次压缩后画质劣化更严重，随着误差逐步累积，还会导致图片会越来越偏向绿色。最终该缺陷在2016年4月得到修复，修改回直接使用libjpeg-turbo的调用。而作为Android基础库的一部分，该修复也被认为预计于Android 7中修复。